# Klidhes-Inseln
Die Klidhes-Inseln (griechisch Κλείδες, türkisch Kilit Adalari) sind eine Reihe von kleinen Felseninseln an der Nordostspitze Zyperns, dem Kap Apostolos Andreas im Bezirk Famagusta.

## Geografie
Die Hauptinsel der Gruppe erstreckt sich länglich verjüngend über etwa 740 m in südwestlicher nach nordöstlicher Orientierung. Sie besitzt eine Breite von maximal 190 m und erreicht eine Höhe von 20 m. Die Inselgruppe stellt sowohl den nördlichsten als auch östlichsten Punkt Zyperns dar.

## Geschichte

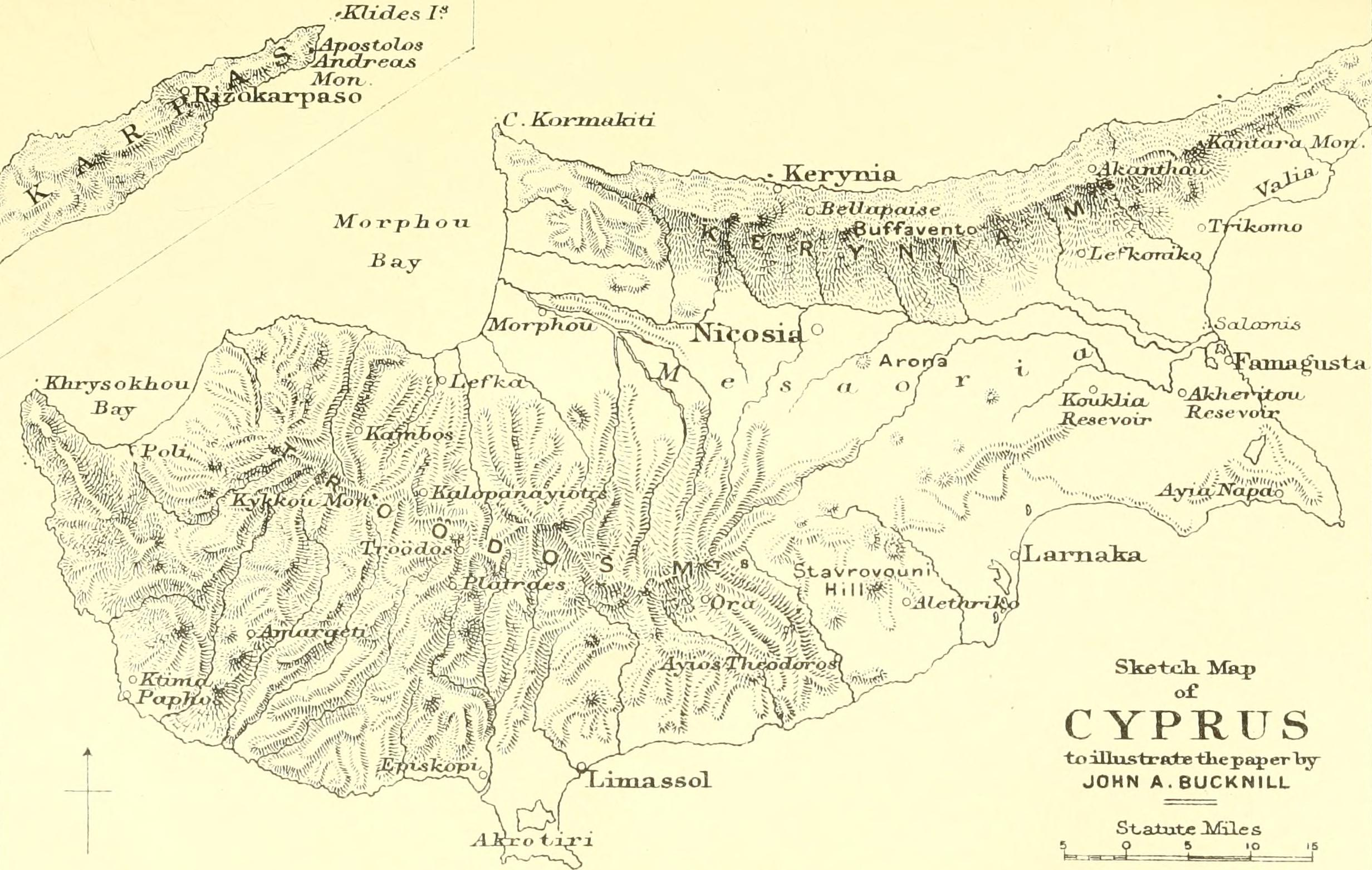
Historische Karte Zyperns von 1859, Klides auf der Nebenkarte oben

Auf der größten der Klidhes-Inseln befindet sich seit 1913 ein Leuchtturm.
Sie werden seit 1974 von der international nicht anerkannten Türkischen Republik Nordzypern verwaltet.

## Fauna und Flora
Die Inselgruppe ist unbewohnt und zusammen mit dem Inselchen Lefkoniso das einzige zyprische Brutgebiet der ehemals in ihrem Bestand gefährdeten Korallenmöwe, die heute wieder eine stabile Population von ca. 15.000 Brutpaaren hat. Die Klides-Inseln sind außerdem der Hauptbrutplatz der Krähenscharbe auf Zypern. Die Vegetation der felsigen Inseln besteht aus niederer Macchie, Schilf und Gras.